# Isn't Life Wonderful!
Isn't Life Wonderful! é um filme de comédia produzido no Reino Unido, dirigido por Harold French e lançado em 1953.